# Santa María Consolatriz en el Tiburtino (título cardenalicio)
Santa María Consolatriz en el Tiburtino (italiano, Santa Maria Consolatrice al Tiburtino; latín, Sanctae Mariae Consolatricis in regione Tiburtina) es un título cardenalicio de tipo presbiterial. 
Fue establecido el 29 de abril de 1969 por el papa Pablo VI.
El título está asociado a la iglesia de Santa Maria Consolatrice al Tiburtino, en Roma, construida entre 1942 y 1945. Está situada en la plaza homónima del popular barrio de Casal Bertone (Municipio V).

## Titulares
- Jérôme Louis Rakotomalala (28 de abril de 1969 - 1 de noviembre de 1975).
- Joseph Ratzinger (27 de junio de 1977 - 5 de abril de 1993), futuro papa Benedicto XVI.
- Ricard Maria Carles i Gordó (26 de noviembre de 1994 - 17 de noviembre de 2013).
- Philippe Nakellentuba Ouédraogo (22 de febrero de 2014 - ).